# Kerstverlichting

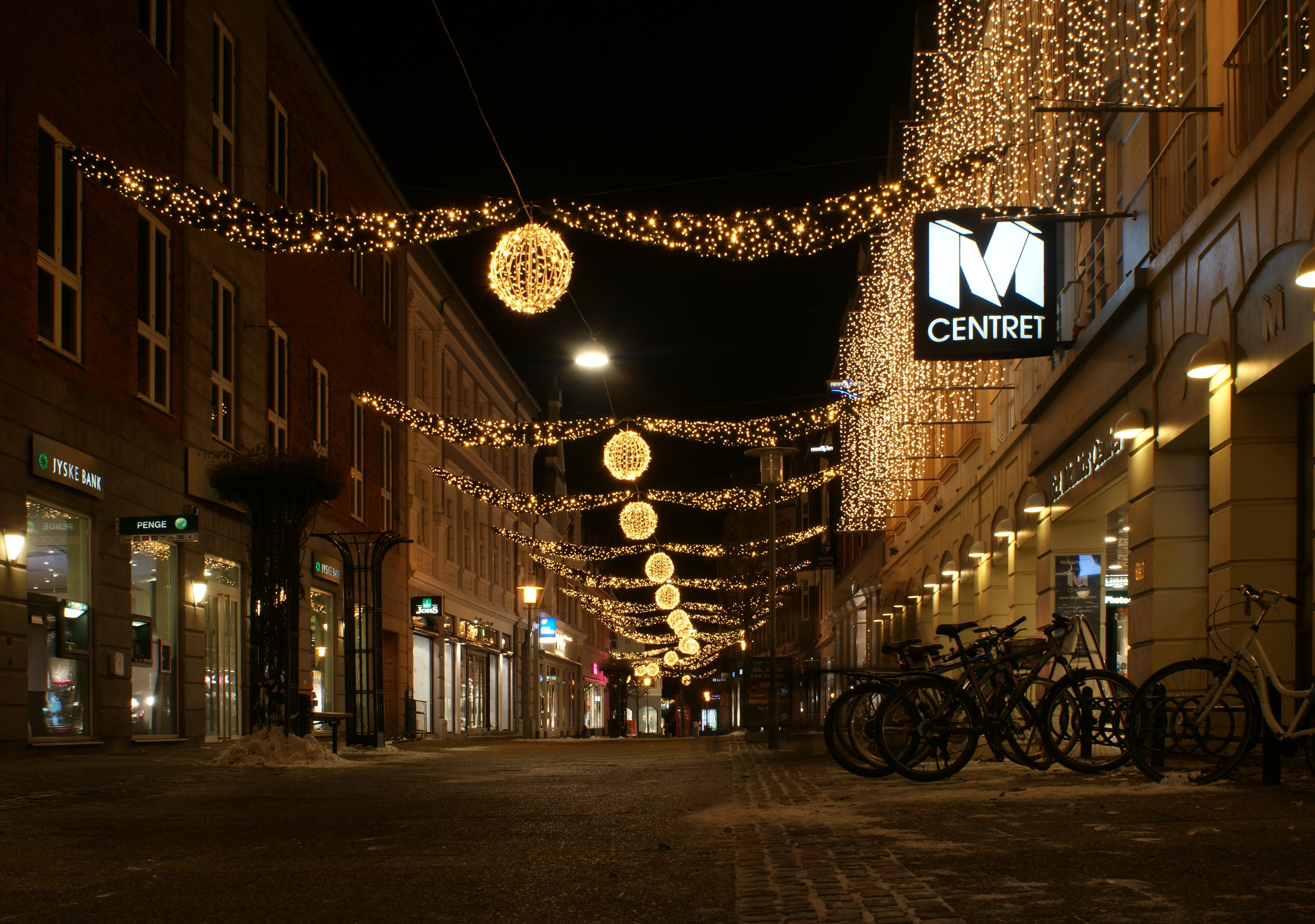
Kerstverlichting in een Deense winkelstraat

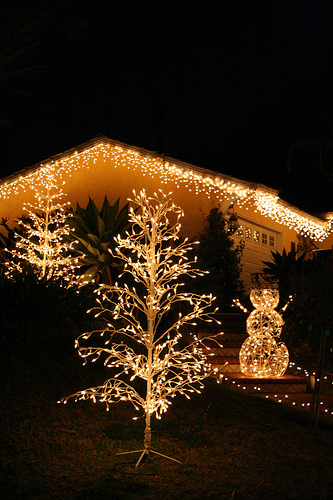
Kerstverlichting bij een huis

Kerstverlichting is een vorm van verlichting die als versiering dient rond kerstmis.
De kerstverlichting wordt gebruikt in de maand december als sfeerverlichting in de donkere dagen voor kerstmis. In veel winkelcentra en winkelstraten en op pleinen in steden wordt dan tijdelijke openbare verlichting opgehangen als versiering.
De laatste jaren versieren steeds meer particulieren zowel de buitenkant als de binnenkant van hun huis met kerstverlichting. Er worden vele soorten figuren gebruikt zoals een kerstman, arrenslee, kerstboom, sterren. Er zijn vooral veel witte lampjes maar ook gekleurde versiering wordt gebruikt. Er worden zelfs wedstrijden gehouden voor de mooiste kerstversiering. Er zijn zelfs mensen die er een heuse lichtshow van maken waar publiek naar kan kijken. Een dergelijke show gaat vaak gepaard met kerstmuziek. 
Kerstverlichting is onder andere verkrijgbaar bij tuincentra.
In de kerstboom gebruikt men tegenwoordig kerstboomverlichting: een elektrisch snoer met lampjes, vaak in de vorm van kaarsjes. Ook zet men in huis vaak een kandelaar met een kaars of een houder met een waxinelichtje neer.

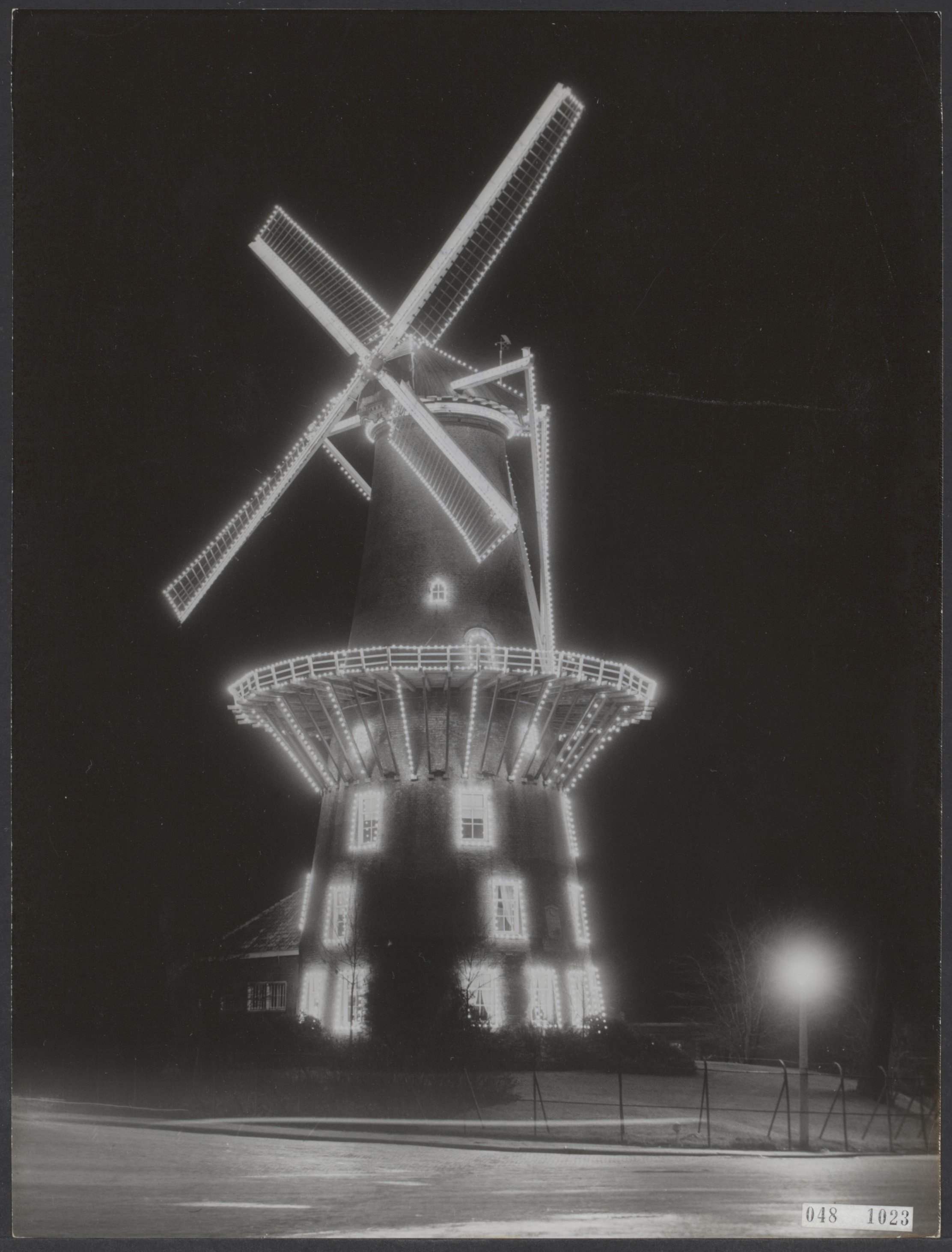
In Nederland worden molens vaak verlicht tijdens de kerstperiode als kerstgebruik. Op de foto molen De Valk (Leiden), 1955